# Greg Cipes
Gregory Michael "Greg" Cipes, född 4 januari 1980 i Coral Springs, är en amerikansk röstskådespelare och skådespelare.

## Filmer
- And They're Off
- Back from Iraq
- The Boys & Girls Guide to Getting Down
- Club Dread
- Deep Dark Canyon
- Fast & Furious
- Inhabited
- John Tucker Must Die
- Kathy T Gives Good Hoover
- Killer Pad
- Pledge This!
- Nite Tales: The Movie
- Simon Says
- Stress, Orgasms, and Salvation
- Teen Titans: Trouble in Tokyo
- The Onion Movie
- Vilddjuren
- Vile

## TV-serier
- All Grown Up!
- Astro Boy
- Ben 10
- Ben 10: Alien Force
- Ben 10: Omniverse
- Ben 10: Ultimate Alien
- Bones
- Boss
- Brottskod: Försvunnen
- Cold Case
- CSI: Miami
- Deadwood
- General Hospital
- Generator Rex
- Gilmore Girls
- Ghost Whisperer
- Gravity Falls
- Half-Shell Heroes: Blast to the Past
- Teenage Mutant Ninja Turtles
- House
- Justice League
- Kick Buttowski
- Kodnamn Grannungarna
- MDs
- Milo Murphys lag
- Mästerkattens äventyr
- Nite Tales: The Series
- One on One
- Peacemakers
- På kroken
- Raines
- Rise of the Teenage Mutant Ninja Turtles
- Robot Chicken
- Roseanne's Nuts
- Samantha Who?
- Star Wars: The Clone Wars
- Super Robot Monkey Team Hyperforce Go!
- Taina
- Talking Tom and Friends
- Teen Titans
- Teen Titans Go!
- The Legend of Korra
- The Middle
- Totally Spies
- True Blood
- Ultimate Spider-Man
- W.I.T.C.H.

## Datorspel
- Teenage Mutant Ninja Turtles: Danger of the Ooze
- True Crime: Streets of LA